# Борис Ђурђевић
Борис Ђурђевић (15. март 1973, Винковци) аутор је свих текстова и музике групе Колоније, а заједно са Томиславом ради и аранжмане.
Први бенд је основао са друштвом из школе. Уз помоћ рачунара и клавијатура компонује своје прве песме. Била је то реп музика са глупим текстовима. Крајем осамдесетих и почетком деведесетих година, са своја два најбоља друга оснива нови бенд и снима пет демо касета диско музике, које не налазе светлост дана, јер диско више није у моди - наступа време хауса.
Крајем 1993. године, Борис се враћа у родне Винковце и почиње да ради на ВФМ радију и као ди-џеј и продуцент. Захваљујући том послу, упознаје Иру и Томислава. У студију ЦБС снима свој први сингл „Нек ватре горе све“ који почиње да се врти по свим радио-станицама и доводи га до склапања уговора са дискографском кућом ЦБС. После тога родила се Колонија...